# ロマンス・イン・ザ・サン
『ロマンス・イン・ザ・サン』は、2025年6月25日にTUBEと広瀬香美によるコラボレーションで発表された楽曲。コラボレーション・アルバム『TUBE×』の発売に先駆けて、先行配信でリリースされた。

## 概要
この楽曲は同年6月1日にハワイのワイキキシェルにて行われた40周年アニバーサリーライブ『TUBE LIVE AROUND SPECIAL 2025.6.1 at Tom Moffatt Waikiki Shell Hawaii』にてサプライズで披露された1曲で、冬の女王の広瀬香美とTUBEという、夏と冬、真逆の季節を代表する2組の、季節もジャンルも軽やかに飛び越えたエンタメ要素満載のデュエットソング。
本曲にはTUBEの「シーズン・イン・ザ・サン」、広瀬香美の「ロマンスの神様」というそれぞれの代表曲の要素が込められており、華やかさとインパクトを放つポップナンバーとなっている。
作詞、作曲、楽曲プロデュースは広瀬香美が、編曲は宗本康兵がそれぞれ担当した。

## 収録曲
| #  | タイトル                     | 作詞・作曲 | 編曲     |
| -- | ---------------------------- | ---------- | -------- |
| 1. | 「ロマンス・イン・ザ・サン」 | 広瀬香美   | 宗本康兵 |

## 収録アルバム
- TUBE×

## 参加ミュージシャン
- ボーカル：前田亘輝・広瀬香美
- ギター：春畑道哉
- ベース：角野秀行
- ドラム：松本玲二